# Bernhard Kirsch
Bernhard Kirsch (* 28. Juli 1853 in Chemnitz; † 2. Januar 1931 in Wien) war ein deutscher Bauingenieur und Hochschullehrer. Er war Rektor der Technischen Hochschule Wien.

Bernhard Kirsch (um 1900)

## Leben
Bernhard Kirsch absolvierte ein Bauingenieurstudium an der Technischen Hochschule Dresden, wo er 1878 die Lehramtsprüfung für technische Wissenschaften ablegte. Nach dem Studium war er als Ingenieur bei Harkort in Duisburg tätig, danach als Lehrer für Mechanik und Eisenkonstruktionswesen an der Baugewerkschule in Dresden sowie als Assistent am Labor für Materialprüfung an der Technischen Hochschule Berlin-Charlottenburg.
Von 1888 bis 1905 war er am Technologischen Gewerbemuseum in Wien beschäftigt, wo er die Versuchsanstalt für Bau- und Maschinenmaterialien aufbaute. 1905 wurde er in Nachfolge von Ludwig von Tetmajer als ordentlicher Professor der Technischen Mechanik und Baumaterialienkunde an die Technische Hochschule Wien berufen, wo er bis zu seiner Emeritierung im Jahr 1923 blieb. Im Studienjahr 1916/17 stand er dort als Dekan der Ingenieurschule vor, im Studienjahr 1917/18 war er gewählter Rektor der Technischen Hochschule Wien.
1907 initiierte er die Gründung des österreichischen Verbandes für Materialprüfungen, dessen Vorstand er auch war. 1921 wurde er zum Hofrat ernannt. Kirsch starb 1931 im Alter von 77 Jahren.

## Publikationen (Auswahl)
- 1888: Über das Verhalten von Eisenconstructionen bei Feuersgefahr, Mitteilungen des k.k. Technologischen Gewerbemuseums in Wien Nr. 4, S. 49–58, 162–70
- 1890: Über die Methoden zur Prüfung der Richtigkeit von Festigkeits-Probiermaschinen, Mitteilungen des k.k. Technologischen Gewerbemuseums in Wien, Nr. 6, S. 97–102
- 1891: Ergebnisse der Prüfung amerikanischer Treibketten (System Ewart) aus Weicheisenguß, Mitteilungen des k.k. Technologischen Gewerbemuseums in Wien, S. 41–58
- 1893: Ergebnisse der Untersuchung von Hanfseilen auf deren Festigkeitseigenschaften, Mitteilungen des k.k. Technologischen Gewerbemuseums in Wien Nr. 3, 1893, S. 81–190, 287–308
- 1898: Über die Prüfung der Festigkeitsmaschinen, Mitteilungen des k.k. Technologischen Gewerbemuseums in Wien Nr. 8, S. 224–37
- 1898: Über die Genauigkeit der Festigkeitsmaschinen und der Ergebnisse von Zerreißversuchen, Stahl- und Eisen Nr. 18, S. 557–562, 663–664
- 1901: Über die Erprobung von Schleifsteinen, Mitteilungen des k.k. Technologischen Gewerbemuseums in Wien Nr. 11, S. 140–152
- 1904: Studien über das Problem der Zerknickung, Mitteilungen des k.k. Technologischen Gewerbemuseums in Wien  Nr. 14, 253–258
- 1906: Eine Methode zur Bestimmung der Wärmedurchlässigkeit von Baumaterialien, Mitteilungen des k.k. Technologischen Gewerbemuseums in Wien Nr. 16, S. 52–63
- 1908: Über einen Spiegelapparat zur Messung elastischer Längenänderungen, 2. Mitteilungen aus dem mechan.-techn. Laboratorium der k.k. Technischen Hochschule Wien/Österreichische Wochenschrift für den öffentlichen Baudienst 14, S. 904–906
- 1911: Tetmajers Eisenbetonversuche, gemeinsam mit Rudolf Saliger, Armierter Beton Nr. 4, S. 29–34, 81–87, 120–125, 12. Mitteilungen aus dem mechan.-techn. Laboratorium der k.k. TH Wien
- 1912: Bericht über die Untersuchungen von armiertem Beton in Österreich, Internationaler Verband für Materialprüfungen der Technik, 6. Kongress (New York), Abteilung 13/1b
- 1913: Über die Grenze der vollkommenen Elastizität und das Hookesche Gesetz, Zeitschrift des Österreichischen Ingenieur- und Architekten-Vereines 65, S. 81–83
- 1919: Vorlesungen über technische Mechanik elastischer Körper, Wien/Leipzig, Deuticke, 2. Auflage 1923
- 1919 (gemeinsam mit August Hanisch): Versuche zur Beurteilung hochwertiger Zemente, Leipzig/Wien, Deuticke, Mitteilungen über Versuche ausgeführt von Eisenbeton-Ausschuss der österreichischen Ingenieur- und Architekten Verlag, Heft 8
- 1921: Versuche über das Schwinden von Beton: Bericht, Leipzig/Wien, Deuticke, Mitteilungen des Deutsch-Österreichischen Staatlichen Versuchsamtes, Heft 1/2
- 1921: Über Stoß, Relaxation und Sprödigkeit: Ein Beitrag zur technischen Mechanik zäher Körper, Wien/Leipzig, F. Deuticke